# Tampereen Pallo-Veikot
Tampereen Pallo-Veikot (kurz TPV) ist ein finnischer Fußballverein aus Tampere.

## Geschichte
1971 spielte TPV zum ersten Mal in der Mestaruussarja. Doch der Mannschaft fehlten am Ende zwei Punkte zum Klassenerhalt. Erst 22 Jahre später, 1993, kehrte TPV wieder in die höchste finnische Spielklasse zurück und erreichte als Aufsteiger den sechsten Platz. Im Folgejahr wurde mit zwei Punkten Vorsprung auf Myllykosken Pallo -47 der erste Meistertitel errungen, womit sich Tampere auch erstmals für einen internationalen Wettbewerb qualifizierte, dort jedoch in der Vorrunde des UEFA-Pokals gegen Viking Stavanger ausschied. 1995 stieg TPV als Zwölfter wieder in die zweite Liga ab. Nach einer kurzen Rückkehr in die Veikkausliiga, stieg Tampere bis in die dritte Liga (Kakkonen) ab. Nach Auf- u. erneutem Abstieg spielt der Verein seit 2020 wieder drittklassig.

## Erfolge
- Finnischer Meister 1994
- 5 Spielzeiten in der höchsten finnischen Liga (Mestaruussarja; seit 1990 Veikkausliiga)

## Bekannte Spieler
- Lutz Pfannenstiel (1997)

## Europapokalbilanz
| Saison  | Wettbewerb | Runde    | Gegner           | Gesamt | Hin     | Rück    |
| ------- | ---------- | -------- | ---------------- | ------ | ------- | ------- |
| 1995/96 | UEFA-Pokal | Vorrunde | Viking Stavanger | 1:7    | 0:4 (H) | 1:3 (A) |

Gesamtbilanz: 2 Spiele, 2 Niederlagen, 1:7 Tore (Tordifferenz −6)